# Alice im Wunderland (1995)
Alice im Wunderland, der ursprünglich ein Direct-to-Video-Film war, ist ein 50-minütiger Animationsfilm, der auf Lewis Carrolls Buch Alice im Wunderland basiert. Im Jahr 2002 wurde der Film von Goodtimes Entertainment als Teil der „Collectible Classics“ auf DVD veröffentlicht. Der Film erschien am 31. Juli 1995.

## Handlung
Ein junges Mädchen namens Alice ist müde vom Sitzen auf einer Flussbank, während sie nichts tat und ihr ihre Schwester in dieser Zeit vorlas. Plötzlich erscheint ein kurioses, weißes Kaninchen, welches Kleidung und eine Armbanduhr trägt. Alice denkt, es wäre interessanter dem Kaninchen zu folgen, als ihrer Schwester beim Lesen zuzuhören, sodass sie das Kaninchen in den Bau verfolgt. Alice fällt sofort einen endlosen Tunnel hinunter in den Untergrund. Als sie die andere Seite erreicht hat, ist sie im Wunderland. In diesem Land begegnet sie allerlei eigenartigen, allerdings auch interessanten Persönlichkeiten. So besucht sie den verrückten Hutmacher und den Märzhasen für eine unsinnige Teeparty und spielt mit der Königin der Herzen deren Version von Criquet.

## Lieder
- Anything Goes in Wonderland
- Run, Alice, Run
- M is for Me

## Veröffentlichung
2013 veröffentlichte die Edel AG den Film neben acht weiteren als Teil von drei DVD-Boxen unter dem Titel 3 für einen Streich.
2015 erschien Alice im Wunderland durch Ascot Elite Home Entertainment als Family Entertainment Gold Edition auf DVD sowie mit fünf weiteren Filmen in einer DVD-Box unter dem Titel Die große Märchen-Schatzkiste.

## Synchronisation
Alice wird in der deutschen Synchronisation von Melanie Manstein gesprochen.